# Stdint.h
stdint.h — заголовочный файл стандартной библиотеки языка Си, введённый стандартом C99. Заголовочный файл объявляет несколько целочисленных типов и макросов.

## Типы
Заголовочный файл объявляет целочисленные типы, которые имеют заданный размер, имеют заданный минимальный размер и которые являются наиболее быстрыми при использовании. В дополнение к ним стандарт объявляет макросы, устанавливающие размер этих типов. Платформа должна поддерживать, как минимум, ряд целочисленных типов заданных размеров:
| Тип            | Разрядность          | Набор значений            |
| -------------- | -------------------- | ------------------------- |
| int_least8_t   | как минимум, 8 бит   | [-128;127]                |
| int_least16_t  | как минимум, 16 бит  | [-32768; 32767]           |
| int_least32_t  | как минимум, 32 бита | [-2147483648; 2147483647] |
| int_least64_t  | как минимум, 64 бита | [-(2^63); 2^63 - 1]       |
| uint_least8_t  | как минимум, 8 бит   | [0; 255]                  |
| uint_least16_t | как минимум, 16 бит  | [0; 65535]                |
| uint_least32_t | как минимум, 32 бита | [0; 4294967295]           |
| uint_least64_t | как минимум, 64 бита | [0; 2^64 - 1]             |
| int_fast8_t    | как минимум, 8 бит   | [-128; 127]               |
| int_fast16_t   | как минимум, 16 бит  | [-32768; 32767]           |
| int_fast32_t   | как минимум, 32 бита | [-2147483648; 2147483647] |
| int_fast64_t   | как минимум, 64 бита | [-(2^63); 2^63 - 1]       |
| uint_fast8_t   | как минимум, 8 бит   | [0; 255]                  |
| uint_fast16_t  | как минимум, 16 бит  | [0; 65535]                |
| uint_fast32_t  | как минимум, 32 бита | [0; 4294967295]           |
| uint_fast64_t  | как минимум, 64 бита | [0; 2^64 - 1]             |

Типы с точной шириной.
Не все системы могут поддерживать все эти типы.
| Тип      | Описание             |
| -------- | -------------------- |
| int8_t   | 8-битовый со знаком  |
| int16_t  | 16-битовый со знаком |
| int32_t  | 32-битовый со знаком |
| int64_t  | 64-битовый со знаком |
| uint8_t  | 8-битовый без знака  |
| uint16_t | 16-битовый без знака |
| uint32_t | 32-битовый без знака |
| uint64_t | 64-битовый без знака |

Заданные типы имеют ширину в точности 8, 16, 32 и 64 бита соответственно. Приставка u означает, что этот тип является беззнаковым и содержит целые числа, как минимум, от нуля до {\displaystyle 2^{N}-1} включительно. Таким образом, тип uint_least8_t должен существовать и содержать числа от нуля до 255 включительно.
Платформа может поддерживать указатели на знаковые и беззнаковые целочисленные типы: intptr_t и uintptr_t.
Платформа обязана в рамках стандарта С99 поддерживать следующие типы: intmax_t, uintmax_t, которые могут представлять максимальные целочисленные значения.

## Макросы
Заголовочный файл объявляет наборы макросов, которые содержат минимальные и максимальные значения целочисленных типов.
Чтобы получить имя, представляющее минимальное или максимальное значение данного типа, возьмите имя типа, замените _t на _MIN или _MAX и переведите все символы в верхний регистр. Например, наименьшим значением для типа int32_t является INT32_MIN, а наибольшим значением для типа uint_fast16_t - UINT_FAST16_MAX.
| Макрос          | Значение                        |
| --------------- | ------------------------------- |
| INTx_MIN        | {\displaystyle -2^{x-1}}        |
| INTx_MAX        | {\displaystyle 2^{x-1}-1}       |
| UINTx_MAX       | {\displaystyle 2^{x}-1}         |
| INT_LEASTx_MIN  | {\displaystyle -2^{x-1}}        |
| INT_LEASTx_MAX  | {\displaystyle 2^{x-1}-1}       |
| UINT_LEASTx_MAX | {\displaystyle 2^{x}-1}         |
| INT_FASTx_MIN   | {\displaystyle -2^{x-1}}        |
| INT_FASTx_MAX   | {\displaystyle 2^{x-1}-1}       |
| UINT_FASTx_MAX  | {\displaystyle 2^{x}-1}         |
| INTPTR_MIN      | INTx_MIN, зависит от платформы  |
| INTPTR_MAX      | INTx_MAX, зависит от платформы  |
| UINTPTR_MAX     | UINTx_MAX, зависит от платформы |
| INTMAX_MIN      | {\displaystyle -2^{63}}         |
| INTMAX_MAX      | {\displaystyle 2^{63}-1}        |
| UINTMAX_MAX     | {\displaystyle 2^{64}-1}        |
| PTRDIFF_MIN     | INTPTR_MIN                      |
| PTRDIFF_MAX     | INTPTR_MAX                      |
| SIZE_MAX        | UINTPTR_MAX                     |

Стандарт также определяет размер типов sig_atomic_t, который может содержать значения либо [-128; 127], либо [0; 255]. Для типа wchar_t установлены такие же ограничения, только они являются минимальными. Тип wint_t, если определён, должен содержать, как минимум, либо значения [-32768; 32767], либо [0; 65535].
Макросы INTx_C(value), INTMAX_C(value), UINTMAX_C(value) должны раскрываться в целочисленные константные выражения со значением value и с размерностью INT_LEASTx_T, intmax_t и uintmax_t соответственно. К примеру, на 64-разрядной машине выражение UINT64_C(123) должно преобразоваться в константу 123ULL.